# The Bad Touch
Singles de Bloodhound Gang
Along Comes Mary
(1997) The Ballad of Chasey Lain
(2000)
Clip vidéo
[vidéo] « The Bad Touch », sur YouTube
The Bad Touch est une chanson du groupe de rock américain Bloodhound Gang. Elle est sortie comme le premier single de leur troisième album Hooray for Boobies. (L'album et le single sont sortis en 1999 en Europe et en 2000 aux États-Unis.)
Aux États-Unis, la chanson est entrée à la 70e place du Billboard Hot 100 la semaine du 18 mars 2000 et a atteint sa meilleure position à la 52e place la semaine du 15 avril.
Au Royaume-Uni, elle est entrée à la 5e place du classement officiel de singles la semaine du 9 au 15 avril 2000 et a atteint sa meilleure position à la 4e place la semaine du 30 avril au 6 mai.

## Anecdote
L'actrice française Mélanie Maudran fait une apparition dans le clip de The Bad Touch.

## Classements
| Classement (1999)              | Meilleure position |
| ------------------------------ | ------------------ |
| Nouvelle-Zélande (RMNZ)        | 4                  |
| Suède (Sverigetopplistan)      | 1                  |
| Classement (2000)              | Meilleure position |
| États-Unis (Hot 100)           | 52                 |
| Royaume-Uni (UK Singles Chart) | 4                  |